# Albin Ebondo
 (septembre 2012).
Si vous disposez d'ouvrages ou d'articles de référence ou si vous connaissez des sites web de qualité traitant du thème abordé ici, merci de compléter l'article en donnant les références utiles à sa vérifiabilité et en les liant à la section « Notes et références ».
Albin Ebondo, né le 23 février 1984 à Marseille, est un footballeur franco-congolais qui évolue au poste de défenseur.

## Biographie

### Toulouse FC
Albin Ebondo n'a que 17 ans lorsqu'il signe son premier contrat professionnel avec Toulouse FC. De 2001 à 2010 il fait partie de l'effectif toulousain mais c'est véritablement lors de la saison 2004-2005 qu'Erick Mombaerts le place titulaire. 
L'arrivée d'Élie Baup comme nouvel entraîneur du "Téfécé" confirme sa titularisation. En 2007, le club se qualifie pour le tour préliminaire de la Ligue des champions et Albin Ebondo participe alors pour la première fois à la compétition de clubs la plus prestigieuse au monde. Le "Téfécé" est éliminé par Liverpool FC.
En 2008, le club échappe de peu à la relégation. En 2009, la venue de Alain Casanova à la tête de l'équipe lui permet de retrouver le chemin de l'Europe. En 2010, il participe à la Ligue Europa. Le TFC est placé dans le groupe du Chakhtar Donetsk, le tenant du titre. Albin Ebondo participe aussi à la demi-finale de la Coupe de la Ligue perdue face à l'Olympique de Marseille au Stadium de Toulouse.

### AS Saint-Étienne
À l'intersaison 2010, en fin de contrat avec Toulouse, il rejoint l'AS Saint-Étienne et signe un contrat de deux ans chez les Verts. La signature est officialisée le 23 juillet 2010. Il participe à pratiquement toute la saison stéphanoise, et marque son premier but face aux Girondins de Bordeaux. L'ASSE termine à la 10e place du championnat de France malgré un très bon début de saison.
Le 19 juin 2012, l'ASSE annonce qu'Ebondo est libéré à la suite d'un échec des négociations en vue d'une prolongation de contrat. Il décide alors de mettre fin à sa carrière professionnelle, à l'âge de 28 ans. Néanmoins durant l'été 2017, cinq ans après l'arrêt de sa carrière, il retrouve le chemin des terrains et s'entraîne avec la réserve de l'AS Saint-Étienne dans l'espoir de retrouver à 34 ans un club, en Ligue 1 ou à un niveau inférieur, mais il ne signe finalement nulle part.

### International
Pour la première fois, à l'automne 2007, il fait partie de la pré-sélection de l'équipe de France de football.
En 2009, il est convoqué en équipe nationale du Congo pour un match amical contre le Maroc, mais il refuse en espérant une place en équipe de France.

### Retour
En 2018, il suit la préparation estivale avec l'equipe B de l'AS Saint Etienne, entrainé par Laurent Battles. Durant cette préparation il participe a un match face à Annecy. Depuis il est à la recherche d'un club pour reprendre le fil de sa carrière.